# Manuel Ibáñez Gimeno
Manuel Ibáñez Gimeno (Onda, 1 de gener de 1955) és un metge i polític valencià, diputat al Congrés dels Diputats en la X Legislatura.

## Biografia
Llicenciat en medicina i cirurgia per la Universitat de Saragossa el 1979. Com a metge inspector, ha estat primer subdirector mèdic i després director de l'Hospital General de Castelló i en 2003 director de l'Hospital de Vinaròs.
Militant del Partido Popular, a les eleccions municipals espanyoles de 1995 fou candidat a l'alcaldia d'Onda. Després ha estat cap de secció d'inspecció de serveis sanitaris de la direcció territorial de Sanitat de Castelló. El setembre de 2013 va substituir en el seu escó Manuel Cervera Taulet, elegit diputat a les eleccions generals espanyoles de 2011 i que havia renunciat a l'escó. Ha estat vocal de la Comissió de Sanitat i Serveis Socials, de la Comissió Mixta Control Parlamamentari de la Corporació RTVE i les seves Societats i de la Comissió per a l'Estudi del Canvi Climàtic. El gener de 2014, segons ABC, figurava a la classificació dels diputats menys actius del Congrés en no haver fet cap moció o proposta.